# Kamen Rider Blade
Kamen Rider Blade é uma série de televisão japonesa do gênero Tokusatsu, sendo a 18ª série da franquia Kamen Rider lançada em 2004, foi transmitida no bloco Super Hero Time junto com Tokusou Sentai Dekaranger.

## História
Há 10 mil anos, uma batalha entre seres chamados de Undeads começou e o vencedor foi o Undead Humano, que fez a humanidade se tornar a espécie dominante. Anos depois, os Undeads são soltos e a organização BOARD cria o Rider System e convoca dois homens para assumir o papel de selar os monstros sendo eles: Kenzaki Kazuma (o Kamen Rider Blade) e Tachibana Kazuya (o Kamen Rider Garren), com ajuda de Shiori Hirose e Kotaro Shirai. Outro personagem de importância é o Hajime Aikawa, que ao longo da série não se mostra ser um simples humano.

## Filme
Em Setembro de 2004, foi lançado um filme sendo chamado de Kamen Rider Blade The Movie : Missing Ace, passado junto com o filme de Dekaranger; Tokusou Sentai Dekaranger the Movie: Full Blast Action.
O filme serve como um final alternativo para a série, onde nele Kenzaki sela o Hajime, assim, 4 anos depois, todos vivem suas vidas normalmente : Kazuma trabalha como lixeiro; Kotaro lança seu livro sobre os Kamen Rider e se torna um sucesso, Mutsuki acaba de se formar e a Amane se torna uma delinquente. Porém, os undeads acabam sendo soltos novamente, desse modo, três novos riders aparecem: Glaive, Larc e Lance, criados pela BOARD com a liderança do Tachibana, assim, ambos os riders novos e antigos se apoiam na captura dos undeads.

## Elenco
Takayuki Tsubaki como Kenzaki Kazuma (Kamen Rider Blade)
Kousei Amano como Tachibana Sakuya (Kamen Rider Garren)
Ryo Morimoto como Hajime Aikawa (Kamen Rider Chalice)
Takahiro Hojo como Mutsuki Kamijo (Kamen Rider Leangle)
Yumi Egawa como Shiori Hirose
Terunosuke Takezai como Kotaro Shirai
Kaori Yamaguchi como Haruka Kurihara
Hikari Kajiwara como Amane Kurihara
Kazuhiro Yamaji como Kei Karasuma
Junichi Haruta como Yoshito Hirose
Kohji Moritsugu como Hiroshi Tennoji
Urara Awata como Sayoko Fukasawa
Yasukaze Motomiya como Isaka
Mika Hiji como Miyuki Yoshinaga
Kazunari Aizawa como Noboru Shima
Makoto Kamijo como King
Akane Hamasaki como Hikaru Jō
Akira Kubodera como Kanai
Takeshi Sazaki como Voz do Rouzer
Fumihiko Tachiki como Voz do Rouzer Absorber, King Rouzer Absorber
Narração por Jūrōta Kosugi

## Músicas
Temas de Abertura
- "Round ZERO~BLADE BRAVE"
  - Letra: Shoko Fujibayashi
  - Compositor: Katsuya Yoshida
  - Arranjo: Akio Kondō
  - Artista: Nanase Aikawa
  - Episódios: 1 - 30
- "ELEMENTS"
  - Letra: Shoko Fujibayashi
  - Composição: Miki Fushisue
  - Arranjo: RIDER CHIPS & Cher Watanabe
  - Artista: RIDER CHIPS com participação de Ricky
  - Episódios: 31 - 49

Devido a sua performance nesta música, Ricky se torna membro fixo do RIDER CHIPS.

Insert Songs
- "Kakusei"
  - Letra: Shoko Fujibayashi
  - Composição: Cher Watanabe
  - Arranjo: Akio Kondō
  - Artista: Ricky
  - Episódios: 2 - 23
- "Rebirth"
  - Letra: Shoko Fujibayashi
  - Composição: Yukari Aono
  - Arranjo: Cher Watanabe
  - Artista: Tachibana Sakuya (Kousei Amano)
  - Episódios: 23 - 30, 47
- "Take it a Try"
  - Letra: Shoko Fujibayashi
  - Composição e Arranjo: Cher Watanabe
  - Artista: Hajime Aikawa (Ryoji Morimoto)
  - Episódios: 31 - 49

## Videogame
Um jogo eletrônico baseado na série produzido pela Bandai foi lançado em Dezembro de 2004 para o PlayStation 2, sendo um jogo de luta 3D, no qual os 4 riders principais são jogavéis, também, podendo jogar com os inimigos da série; os Undeads.

## Referência
- Versão em inglês da página